# Blažena (ime)
Blažena je žensko osebno ime.

## Izvor imena
Ime Blažena je različica ženskega osebnega imena Blažka.

## Pogostost imena
Po podatkih Statističnega urada Republike Slovenije je bilo na dan 31. decembra 2007 v Sloveniji število ženskih oseb z imenom Blažena 19.

## Osebni praznik
Osebe z imenom Blažena lahko godujejo takrat kot osebe z imenom Blažka.